# إيثان بيج
إيثان بيج هو مصارع محترف كندي، ولد في 20 سبتمبر 1989 في Stoney Creek, Ontario ‏ في كندا.

## روابط خارجية
- إيثان بيج على موقع دبليو دبليو إي (الإنجليزية)
- إيثان بيج على موقع WrestlingData.com (الإنجليزية)
- إيثان بيج على موقع CageMatch worker (الإنجليزية)
- إيثان بيج على موقع قاعدة بيانات المصارعة على الإنترنت (الإنجليزية)
- إيثان بيج على موقع عالم المصارعة على الإنترنت (الإنجليزية)